# Disporopsis fuscopicta
Disporopsis fuscopicta là một loài thực vật có hoa trong họ Măng tây. Loài này được Hance mô tả khoa học đầu tiên năm 1883.